# JIS X 0212
JIS X 0212 ist ein Zeichensatz für die japanische Schrift, der 1990 eingeführt wurde.
Er ergänzt JIS X 0208 um 5.801 zusätzliche Kanji, lateinische und griechische Buchstaben mit diakritischen Zeichen sowie kyrillische Buchstaben für osteuropäische Sprachen. Implementierungen dieses Zeichensatzes existieren in EUC-JP sowie in ISO 2022-JP, allerdings nicht in Shift-JIS, weswegen sich dieser Zeichensatz nicht durchsetzen konnte.